# Fijador
En la fotografía, el fijador es el producto químico ya diluido en agua que se usa para eliminar las sales de plata, no reveladas, que son todavía sensibles a la luz. Equivalen a las zonas grises o blancas. Estas se velarían produciendo el negro en zonas que no lo son, haciendo negra toda la película. El fijador, es, por tanto, el último producto que se usa en un revelado de blanco y negro, antes del lavado final. Este químico está hecho mayormente con agua y tiosulfato de sodio, también se puede usar sal de mesa como fijador aunque esta tarda demasiado en fijar la película.
- Datos: Q172959